# Arnošt Rychlý
Arnošt (Ernst) Jan Rychlý (Opava, 10 mei 1901 – aldaar, 24 maart 1987) was een Tsjechisch componist, pedagoog en dirigent. Hij was de zoon en het jongste van vier kinderen van het echtpaar Ernst Richlého (4 augustus 1860) en Anna Frant (25 maart 1865). 

## Levensloop
Rychlý studeerde aan het Instituut voor opleiding in Opava muziekopleiding en Duitse taal van 1917 tot 1921 en kreeg zijn onderwijsbevoegdheid aldaar. Verder studeerde hij privé piano en zang. 
Aansluitend was hij leraar aan middelbare scholen in Zlaté Hory (1921), Opava (1922), Petřkovice (1923-1927), Ludgeřovice (1927-1929), Bohuslavice (1929-1930), Velké Hoštice (1930-1932), opnieuw in Opava (1932-1953) en Krnov (1953). Aan alle scholen richtte hij koren en instrumentale ensembles op en dirigeerde deze. Hij was ook dirigent van het koor en het orkest van de "Pedagogische Hoge School" te Krnov.
Vanaf 1925 kreeg hij privélessen voor zang van de directeur van de muziekschool te Opava František Chutné (1880-1968). Bij Jan Šoupal (1892-1964) studeerde hij koor- en orkestdirectie. Later studeerde hij zang bij Franz Emerich en de operazanger Jan Kühn te Praag bij Prof. Lorenziho te Rome en bij Prof. Ulanovského te Wenen.
Op 16 november 1935 huwde hij met Drahomíra Gudricha (1903-1991). Samen hadden zij een dochter Anna, die in 1940 geboren werd.
Hij was ook auteur van verschillende aanleidingen en handboeken voor zang en koren. In 1949 werd hij lid van de nationale culturele commissie voor oude muziekinstrumenten.  
Als componist schreef hij voor koren, harmonieorkesten, vocale muziek en 1 cantate.

## Composities

### Werken voor harmonieorkest
- Heimatklänge Marsch
- Pädagogen-Marsch

### Werken voor koren
- 1955 Slezské lidové písně (Liederen uit Silezië), voor gemengd koor
- 1981 Souputnice
- Dy sem jel do Prahy
- Povíz mi Děvucho, ešli budeš moja

### Vocale muziek
- Čtyři písně, voor zangstem en piano
- Koniklec, melodrama voor spreker en piano